# HVC in het seizoen 1958/59
Het seizoen 1958/1959 was het vijfde jaar in het bestaan van de Amersfoortse betaaldvoetbalclub HVC. De club kwam uit in de Eerste divisie B en eindigde daarin op de vierde plaats. Tevens deed de club mee aan het toernooi om de KNVB Beker, hierin werd in de kwartfinale verloren van ADO (1–4).

## Wedstrijdstatistieken

### Eerste divisie B
|       | Excelsior | GVAV  | Helmondia '55 | Heracles | Hermes DVS | KFC   | RBC   | RCH   | Rigtersbleek | Roda Sport | Sittardia | Stormvogels | Vitesse | De Volewijckers |
| ----- | --------- | ----- | ------------- | -------- | ---------- | ----- | ----- | ----- | ------------ | ---------- | --------- | ----------- | ------- | --------------- |
| Thuis | 2 – 0     | 2 – 3 | 4 – 1         | 1 – 3    | 0 – 1      | 3 – 2 | 2 – 1 | 4 – 3 | 3 – 1        | 5 – 1      | 2 – 4     | 0 – 5       | 5 – 0   | 2 – 0           |
| Uit   | 1 – 2     | 1 – 2 | 1 – 3         | 0 – 1    | 3 – 1      | 0 – 0 | 1 – 1 | 0 – 1 | 0 – 5        | 2 – 3      | 4 – 0     | 2 – 3       | 4 – 0   | 3 – 3           |

### KNVB beker
| 1e ronde                                      | HVC                                                                                         | 2 – 0 (1 – 0) | Baarn                                                                         |
| 26 december 1958 Plaats: Amersfoort Birkhoven | Bennie Marcus 37' Wout Heinen                                                               |               |                                                                               |
| 2e ronde                                      | HVC                                                                                         | 7 – 0         | EMM                                                                           |
| 30 april 1959 Plaats: Amersfoort Birkhoven    | Henk Wesseling 35' Wout Heinen Bennie Marcus 54', –', –' Onbekend –' (e.d.) Joop Brand      |               |                                                                               |
| 3e ronde                                      | HVC                                                                                         | 6 – 0 (0 – 0) | Alkmaar '54                                                                   |
| 10 mei 1959 Plaats: Amersfoort Birkhoven      | Wout Heinen 49', 68', –' Jan Nederhand 70' Ries van Maarschalkerweerd 86' Bennie Marcus 87' |               |                                                                               |
| 4e ronde                                      | Heerenveen                                                                                  | 1 – 4 (0 – 3) | HVC                                                                           |
| 30 mei 1959 Plaats: Heerenveen Birkhoven      | Sicco Kuiper 53'                                                                            |               | 4' Jan Nederhand 11', 70' Henk Wesseling 43' Wout Heinen                      |
| Kwartfinale                                   | HVC                                                                                         | 1 – 4 (0 – 1) | ADO                                                                           |
| 6 juni 1959 Plaats: Amersfoort Birkhoven      | Bennie Marcus                                                                               |               | 12' Henny den Engelse 56', 58' Lex Rijnvis 68' (e.d.) Bertus van de Biezenbos |

## Statistieken HVC 1958/1959

### Eindstand HVC in de Nederlandse Eerste divisie B 1958 / 1959
| Stand | Gespeeld | Gewonnen | Gelijk | Verloren | Punten | Doelpunten voor | Doelpunten tegen |
| ----- | -------- | -------- | ------ | -------- | ------ | --------------- | ---------------- |
| 4e    | 28       | 17       | 3      | 8        | 37     | 60              | 47               |

### Topscorers
| #                 | Naam                       | Goal |
| ----------------- | -------------------------- | ---- |
| 1.                | Wout Heinen                | 27   |
| 2.                | Bennie Marcus              | 20   |
| 3.                | Ries van Maarschalkerweerd | 3    |
| 3.                | Hennie Nederhand           | 3    |
| 5.                | Joop Brand                 | 2    |
| 5.                | Siem Sleeking              | 2    |
| 7.                | Bertus van de Biezenbos    | 1    |
| 7.                | Ruud Maas                  | 1    |
| Onbekend doelpunt |                            |      |
| –                 | Onbekend                   | 1    |
| Totaal            | Totaal                     | 60   |

| #              | Naam                       | Goal |
| -------------- | -------------------------- | ---- |
| 1.             | Wout Heinen                | 6    |
| 1.             | Bennie Marcus              | 6    |
| 3.             | Henk Wesseling             | 3    |
| 4.             | Jan Nederhand              | 2    |
| 5.             | Joop Brand                 | 1    |
| 5.             | Ries van Maarschalkerweerd | 1    |
| Eigen doelpunt |                            |      |
| –              | Onbekend (EMM)             | 1    |
| Totaal         | Totaal                     | 19   |